# Fuchun
Le Fuchun (caractères chinois : 富春江 ; pinyin : fù chūn jiāng) est le nom d'une partie supérieure du Qiantang, dans la province chinoise du Zhejiang entre la ville de Fuyang (富阳市) en amont et le comté de Fu'an (淳安县) , sur environ 100 km. depuis le sud de Hangzhou.
Ce cours d'eau a creusé son lit au sein d'un paysage de collines et de modestes montagnes qui sont de ce fait appelés les Monts Fuchun. Une peinture célèbre de Huang Gongwang porte le titre Séjour dans les Monts Fuchun (après 1347). Elle y dépeint la vie tranquille des habitants dispersés dans une nature paisible.
Le film qui porte le même titre, réalisé par Gu Xiaogang et sorti en 2019, se passe dans la ville de Fuyang, ville natale du réalisateur absorbée par Hangzhou, et qui subit des reconstructions rapides au XXIe siècle comme tout ce qui touche à l'architecture et à l'urbanisme contemporains en Chine.

## Géographie
La rivière Lan se jette dans le fleuve Xin'an pour former le Fuchun.
Le Fuchun traverse également le comté de Tonglu (桐江).

## Parc national du fleuve Fuchun - Xin'an
La parc paysager du fleuve Fuchun - Xin'an (富春江—新安江风景名胜区) a été proclamé parc national le 8 novembre 1982.

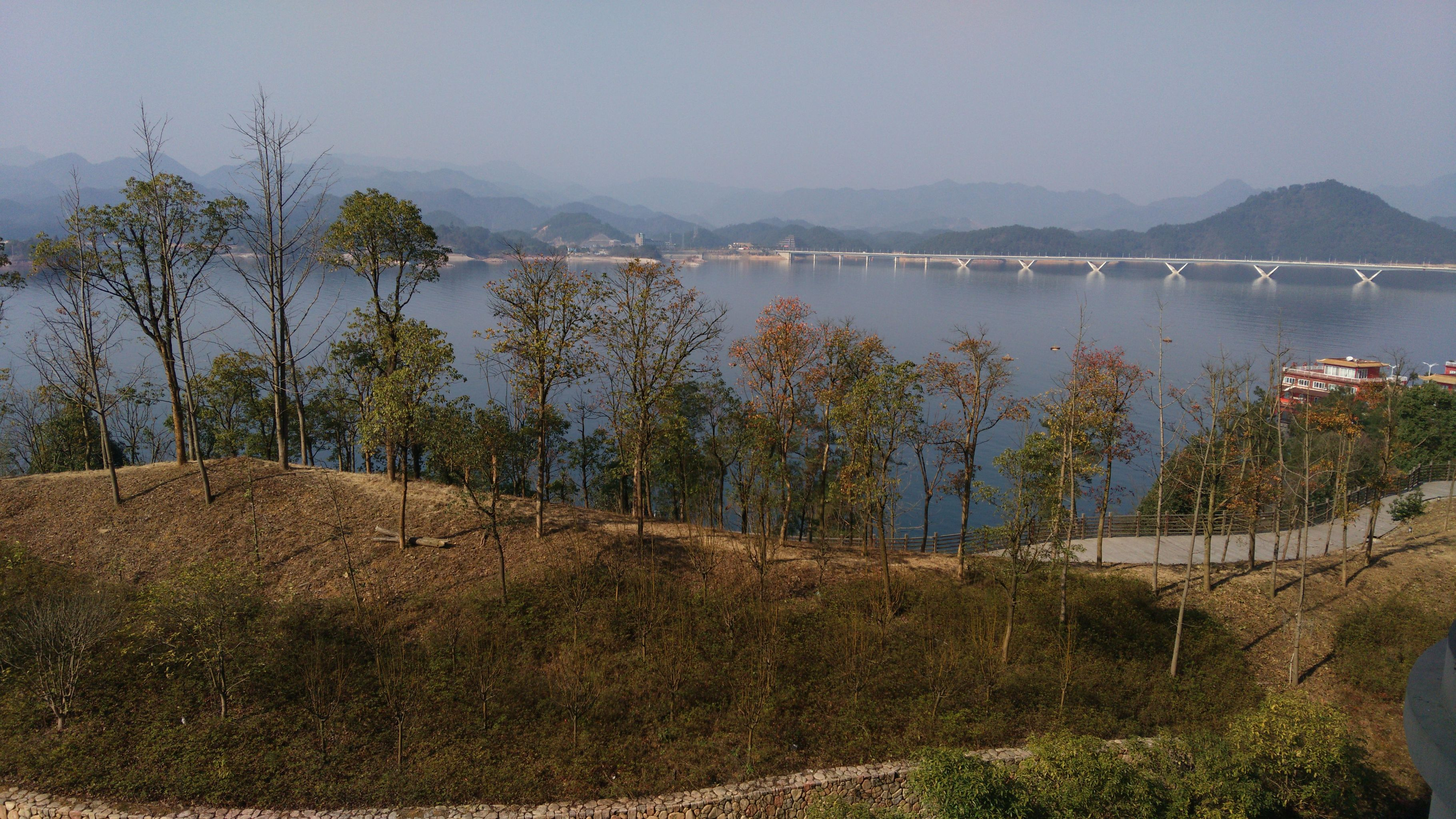
Le Fuchun à Tonglu, à environ 100 km. de Hangzhou. Février 2016